# Prix Renaudot
Prix Théophraste-Renaudot eller prix Renaudot är ett franskt litteraturpris som skapades av tio litteraturkritiker som ett komplement till prix Goncourt.
De tillkännager pristagarna vid samma tid och på samma plats som Goncourtpriset, den första tisdagen i november på restaurangen Drouant i Paris. Priset är uppkallat efter Théophraste Renaudot, som var grundade den första franska tidningen år 1631.

## Prix Renaudot-pristagare
- 1926: Nicolo Peccavi, Armand Lunel (Gallimard)
- 1927: Maïtena, Bernard Narbonne (Grasset)
- 1928: Le Joueur de triangle, André Obey (Grasset)
- 1929: La Table aux crevés, Marcel Aymé (Gallimard)
- 1930: Piège, Germaine Beaumont (Lemerre)
- 1931: L'Innocent, Philippe Hériat (Denoël)
- 1932: Voyage au bout de la nuit, Louis-Ferdinand Céline (Denoël)
- 1933: Le roi dort, Charles Braibant (Denoël)
- 1934: Blanc, Louis Francis (Gallimard)
- 1935: Jours sans gloire, François de Roux (Gallimard)
- 1936: Les Beaux Quartiers, Louis Aragon (Denoël)
- 1937: Mervale, Jean Rogissart (Denoël)
- 1938: Léonie la bienheureuse, Pierre-Jean Launay (Denoël)
- 1939: Les Javanais, Jean Malaquais (Denoël)
- 1940: L'Univers concentrationnaire, David Rousset (Minuit)
- 1941: Quand le temps travaillait pour nous, Paul Mousset (Grasset)
- 1942: Les Liens de chaîne, Robert Gaillard (Colbert)
- 1943: J'étais médecin avec les chars, Dr. André Soubiran (Didier)
- 1944: Les Amitiés particulières, Roger Peyrefitte (La Table ronde)
- 1945: Le Mas Théotime, Henri Bosco (Charlot)
- 1946: La Vallée heureuse, Jules Roy (Charlot)
- 1947: Je vivrai l'amour des autres, Jean Cayrol (Le Seuil)
- 1948: Voyage aux horizons, Pierre Frisson (Julliard)
- 1949: Le Jeu de patience, Louis Guilloux (Gallimard)
- 1950: Les Orgues de l'enfer, Pierre Molaine (Corréa)
- 1951: Le Dieu nu, Robert Margerit (Gallimard)
- 1952: L'Amour de rien, Jacques Perry (Julliard)
- 1953: La Dernière Innocence, Célia Bertin (Corréa)
- 1954: Le Passage, Jean Reverzy (Julliard)
- 1955: Le Moissonneur d'épines, Georges Govy (La Table ronde)
- 1956: Le Père, André Perrin (Julliard)
- 1957: La Modification, Michel Butor (Minuit)
- 1958: La Lézarde, Édouard Glissant (Le Seuil)
- 1959: L'Expérience, Albert Palle (Julliard)
- 1960: Le Bonheur fragile, Alfred Kern (Gallimard)
- 1961: Les Blés, Roger Bordier (Calmann-Lévy)
- 1962: Le Veilleur de nuit, Simone Jacquemard (Le Seuil)
- 1963: Le Procès-verbal, Jean-Marie Gustave Le Clézio (Gallimard)
- 1964: L'Écluse, Jean-Pierre Faye (Le Seuil)
- 1965: Les Choses, Georges Perec (Julliard)
- 1966: La Bataille de Toulouse, José Cabanis (Gallimard)
- 1967: Le Monde tel qu'il est, Salvat Etchart (Mercure de France)
- 1968: Le Devoir de violence, Yambo Ouologuem (Le Seuil)
- 1969: Les Feux de la colère, Max-Olivier Lacamp (Grasset)
- 1970: Isabelle ou l'arrière-saison, Jean Freustié (La Table ronde)
- 1971: Le Sac du palais d'été, Pierre-Jean Rémy (Gallimard)
- 1972: La Nuit américaine, Christopher Franck (Le Seuil)
- 1973: La Terrasse des Bernardini, Suzanne Prou (Calmann-Lévy)
- 1974: Voyage à l'étranger, Georges Borgeaud (Grasset)
- 1975: L'Homme de sable, Jean Joubert (Grasset)
- 1976: L'Amour les yeux fermés, Michel Henry (Gallimard)
- 1977: Les Combattants du petit bonheur, Alphonse Boudard (La Table ronde)
- 1978: L'Herbe à brûler, Conrad Détrez (Calmann-Lévy)
- 1979: Affaires étrangères, Jean-Marc Roberts (Le Seuil)
- 1980: Les Portes de Gubbio, Danièle Sallenave (Le Seuil)
- 1981: La Nuit du décret, Michel Del Castillo (Le Seuil)
- 1982: La Faculté des songes, Georges-Olivier Châteaureynaud (Grasset)
- 1983: Avant-Guerre, Jean-Marie Rouart (Grasset)
- 1984: La Place, Annie Ernaux (Gallimard)
- 1985: Mes nuits sont plus belles que vos jours, Raphaëlle Billetdoux (Grasset)
- 1986: Station balnéaire, Christian Giudicelli (Gallimard)
- 1987: L'Enfant halluciné, René-Jean Clot (Grasset)
- 1988: Hadriana dans tous mes rêves, René Depestre (Gallimard)
- 1989: Les Comptoirs du Sud, Philippe Doumenc (Le Seuil)
- 1990: Les Frères Romance, Jean Colombier (Calmann-Lévy)
- 1991: La Séparation, Dan Franck (Le Seuil)
- 1992: La Démence du boxeur, François Weyergans (Gallimard)
- 1993: Les Corps célestes, Nicolas Bréhal
- 1994: Comme ton père, Guillaume Le Touze (L'Olivier)
- 1995: Les Braban, Patrick Besson
- 1996: Un silence d'environ une demi-heure, Boris Schreiber
- 1997: Les Voleurs de beauté, Pascal Bruckner (Grasset)
- 1998: Le Manuscrit de Port-Ebène, Dominique Bona (Gallimard)
- 1999: L'Enfant léopard, Daniel Picouly (Grasset)
- 2000: Allah n'est pas obligé, Ahmadou Kourouma (Le Seuil)
- 2001: Céleste, Martine Le Coz (Editions du Rocher)
- 2002: Assam, Gérard de Cortanze (Albin Michel)
- 2003: Les Âmes grises, Philippe Claudel (Stock)
- 2004: Suite française, Irène Némirovsky (Denoël)
- 2005: Mes mauvaises pensées, Nina Bouraoui (Stock)
- 2006: Mémoires de porc-épic, Alain Mabanckou (Le Seuil)
- 2007: Chagrin d'école, Daniel Pennac (Gallimard)
- 2008: Le roi de Kahel, Tierno Monénembo (Le Seuil)
- 2009: Un roman français, Frédéric Beigbeder (Grasset)
- 2010: Apocalypse bébé, Virginie Despentes (Grasset)
- 2011: Limonov, Emmanuel Carrère, (P.O.L.)
- 2012: Notre-Dame du Nil, Scholastique Mukasonga, (Gallimard/Continents Noirs)
- 2013: Naissance, Yann Moix (Grasset)
- 2014: Charlotte, David Foenkinos (Gallimard)
- 2015: Baserad på en sann historia (D'après une histoire vraie), Delphine de Vigan (Éditions Jean-Claude Lattès)
- 2016: Babylone, Yasmina Reza (Flammarion)
- 2017: La disparition de Josef Mengele, Olivier Guez (Grasset)
- 2018: Le Sillon, Valérie Manteau (Le Tripode)
- 2019: La Panthère des neiges, Sylvain Tesson (Gallimard)
- 2020: Histoire du fils, Marie-Hélène Lafon (Buchet/Chastel)

## Juryn 2021
- Christian Giudicelli
- Dominique Bona
- Franz-Olivier Giesbert
- Georges-Olivier Châteaureynaud
- Jean-Noël Pancrazi
- Patrick Besson
- Frédéric Beigbeder
- Stéphanie Janicot
- Cécile Guilbert
- J. M. G. Le Clezio